# منتخب إسبانيا لاتحاد الرغبي للسيدات
منتخب إسبانيا الوطني لاتحاد الرغبي للسيدات (بالإسبانية: Selección femenina de rugby de España)‏ هو ممثل إسبانيا الرسمي في المنافسات الدولية في اتحاد الرغبي للسيدات. تأسس في 2 مايو 1989.

## وصلات خارجية
- الموقع الرسمي